# Абуладзе, Отар
Отар Абуладзе (род. 1 января 2000) — грузинский борец греко-римского стиля, бронзовый призёр чемпионата мира 2024 года.

## Биография
Родился 1 января 2000 года в Грузии. В 2017 году на чемпионате мира среди юниоров завоевал бронзовую медаль в категории до 63 кг.
В 2023 году на турнирах серии Гран-при в Бишкеке, Александрии и Бухаресте завоевал две серебряный и одну бронзовую медаль. В 2024 году на турнире серии Гран-при в Ницее также стал вторым.
На чемпионате мира по борьбе 2024 года, который проходил в Тиране в неолимпийских весовых категория, Отар в весовой категории до 72 кг, сумел завоевать бронзовую медаль, победив в утешительном финале китайца Лин Чжи.